# دووان زاپاتا
دووان استبان زاپاتا بانگرا (اسپانیایی: Duván Esteban Zapata Banguera‎؛ زادهٔ ۱ آوریل ۱۹۹۱) بازیکن فوتبال اهل کلمبیا است که به صورت قرضی برای باشگاه تورینو بازی می‌کند.

## عملکرد باشگاهی
از باشگاه‌هایی که در آن بازی کرده‌است می‌توان به استودیانتس، ناپولی، اودینزه، سمپدوریا و آتالانتا اشاره کرد.

## عملکرد ملی
وی همچنین در تیم ملی فوتبال کلمبیا بازی کرده‌است.

## آمار ملی
زاپاتا اولین دعوت خود را به تیم ملی کلمبیا برای مسابقات مقدماتی جام جهانی فوتبال ۲۰۱۸ برابر بولیوی و اکوادور در مارس ۲۰۱۷ دریافت کرد. او اولین بازی خود را در 23 مارس انجام داد، به عنوان یار تعویضی در دقیقه ۶۴ به میدان رفت و در ماه مه ۲۰۱۸ زاپاتا در فهرست ۳۵ نفره برای مسابقات جام جهانی ۲۰۱۸ روسیه قرار گرفت اما در ادامه از حضور در ترکیب نهایی ۲۳ بازماند. سال بعد در 30 می ۲۰۱۹ او در فهرست نهایی ۲۳ نفره کلمبیا برای کوپا آمریکا ۲۰۱۹ قرار گرفت. وی در ژوئن ۲۰۲۱ برای حضور در کوپا آمریکا ۲۰۲۱ به تیم ملی دعوت شد و اولین ضربه پنالتی کلمبیا را در یک چهارم نهایی مقابل اروگوئه با موفقیت به گل تبدیل کرد. وی در نهایت به همراه کلمبیا به مقام سومی این مسابقات دست یافت.